# Disney Partners Statue
Het Partners Statue is een beeld van Walt Disney en Mickey Mouse dat terug te vinden is in de Disney-themaparken.

## Ontwerp en vormgeving
In het beeld houdt Walt Disney de hand vast van de door hem ontworpen figuur Mickey Mouse. Het beeld is 1,96 meter hoog en is iets groter dan Walt Disney zelf was; Disney was 1,78 meter groot. Op het bordje onder het beeld in het Disneyland Park in Disneyland Resort staat een citaat van Walt Disney: "I think most of all what I want Disneyland to be is a happy place... where parents and children can have fun... together", wat betekent: "Ik denk dat het liefste dat ik wil is dat Disneyland een leuke plaats is waar ouders en kinderen samen plezier kunnen maken".
Het beeld is ontworpen door Disney Imagineer Blaine Gibson voor het Disneyland Resort in Anaheim, Californië, waar het op 18 november 1993 onthuld werd. Gibson gebruikte een originele buste van Walt Disney die hij reeds gemaakt had in de jaren 60. Het duurde één jaar om het beeld te maken. In de loop der jaren werden er replica's van het beeld geplaatst in onder andere Magic Kingdom (in Walt Disney World Resort) en Walt Disney Studios Park (in Disneyland Paris).

## Trivia
- De houding van Walt Disney in dit beeld is de interpretatie van de ontwerper van hoe Walt mensen ziet genieten in zijn park.
- De initialen op Walts das zijn "STR" en verwijst naar "Smoke Tree Ranch", een gebied in Palm Springs waar Walt Disney een eigen vakantiewoning had.
- Op een van de eerste tekeningen voor het beeld houdt Mickey Mouse niet de hand van Walt Disney vast, maar een ijsje.
- Het beeldje is te koop in de Disney-webshop en in winkels in de Disney-themaparken.
- De broer van Walt Disney, Roy Oliver Disney kreeg een bronze standbeeld in Magic Kingdom, samen met Minnie Mouse zit hij op een bankje op Town Sqaure.

## Locaties
| Locatie                  | Exacte locatie           | Onthulling       |
| ------------------------ | ------------------------ | ---------------- |
| Disneyland Resort        | Disneyland Park          | 18 november 1993 |
| Disney Studios           | Burbank, Californië      | 5 december 2001  |
| Walt Disney World Resort | Magic Kingdom            | 19 juni 1995     |
| Tokyo Disney Resort      | Tokyo Disneyland         | 15 april 1998    |
| Disneyland Paris         | Walt Disney Studios Park | 16 maart 2002    |